# Olta Boka
Olta Boka (Tirana, República Popular de Albania, 13 de septiembre de 1991) es una cantante albanesa de pop folk. En 2007 ganó el Festivali I Këngës 46 y fue elegida para representar a su país en el Festival de la Canción de Eurovisión 2008 con la canción «Zemrën e lamë peng».

## Festival de Eurovisión 2008
El 15 de diciembre de 2007, ella participó en la segunda semifinal del concurso Festivali I Kenges 46 para elegir al siguiente representante de Albania en el Festival de Eurovisión del año siguiente. Su canción "Zemrën e lamë pëng" logró clasificarse para la final celebrada al día siguiente, donde se alzó con el primer lugar.
Consecuentemente, Olta Boka se convirtió en la representante de su país en el certamen europeo, celebrado en Belgrado, Serbia en mayo de 2008. Luego de superar el sistema de semifinales, logró presentarse en el ceremonia final, donde consiguió 55 puntos y se posicionó en el 17° lugar entre 25 países.